# Kerbogha
Abu Said Kiwan al-Dawla Kerbogha (Kurbugha, Kirbugha, Kerbugha, Korbugha, Kurbogha, Kirbogha, Korbogha, Kur-Bugha, Kur-Bogha, Ker-Bogha, Kurbuka, de vegades apareix amb Q com inicial; un cronista francès de les croades l'esmenta com Corbaran) fou un amir seljúcida el nom del qual vol dir "toro amb el cap gros" o "patró", atabeg de Mossul i Haran.

## Biografia
Kerbogha era un general al servei del gran sultà seljúcida Malik Shah I, que morí el 1092, que fou succeït pel seu fill Mahmud I, que morí igualment el 1094. Kerbogha donà suport, aleshores, a un altre fill, Barkyaruq, contra els germans d'aquest últim i contra el seu oncle Tútuix I (fill d'Alp Arslan), sultà de Síria. Aquesta darrer, després d'assegurar-se el domini de Mesopotàmia (amb Bagdad) va envair l'altiplà iranià, però va perdre el suport dels seus gran emirs Ak Sunkur I d'Alep i Buzan d'Edessa, que es van revoltar, i va haver de lluitar contra ells. Kerbogha fou enviat per Barkyaruq en ajut dels dos emirs però fou fet presoner. Els rebels foren derrotats (foren capturats i executats) i Tutush va emergir guanyador en aquesta lluita però fou oposat amb força pels emirs de Pèrsia, tots desconfiats de la creació de noves clienteles, i va morir en batalla prop de Rayy no gaire després (26 de febrer de 1095). Llavors el seu successor, el fill Ridwan ibn Tutush, el va alliberar a petició de Barkyaruq, que va abandonar les reclamacions sobre Síria.
Kerbogha, altre cop al servei de Barkyaruq, va reunir un exèrcit i d'acord amb el seu germà Altuntash, es va apoderar d'Haran. L'emir uqàylida de Nisibin, Muhàmmad ibn Múslim ibn Qurayx li va demanar ajut contra el seu germà Alí ibn Múslim, que Tútuix havia nomenat governador de Mossul; els emirs de Nisibin i d'Haran van formalitzar una aliança contra el de Mossul; poc després, quan Kerbogha tenia a la seva gent a Nisibin, va fer matar Muhammad i es va poder apoderar de la plaça. Llavors va marxar contra Mossul que va assetjar; finalment Ali es va rendir i va entregar la ciutat (octubre/novembre de 1096). Llavors va atacar al seu germà Altuntash a al-Rabba. El va eliminar i va ocupar aquesta població.

## El Setge d'Antioquia
Yaghi-Siyan, emir d'Antioquia de l'Orontes, atacat pels croats que assetjaven la ciutat, va demanar ajut a Barkyaruq, el qual va encarregar de la missió de socors a Kerbogha. L'abril de 1098 va reunir a Mossul un exèrcit de trenta mil homes, i va sortir cap a Antioquia però pel camí es va aturar a Edessa de la qual s'havia apoderat el croat Balduí de Boulogne, per temor a no ser atacat per la rereguarda. Tot i que els seus oficials li indicaven que les forces de Balduí no eren suficient per un atac com aquest, es va encaparrar a assetjar la vila (4 de maig) fins al 25 de maig quan sense poder-la ocupar, i davant les notícies que arribaven d'Antioquia, va haver d'abandonar; però quan va arribar davant Antioquia el 5 de juny els croats ja dominaven la ciutat des del dia 3, i reunit als contingents que arribaven de Duqaq de Damasc, Sukman ibn Ortuk, i Djanah al-Dawla, emir d'Alep (arribats entre el 5 i el 9 de juny) i es va fer entregar el comandament de la ciutadella, on encara resistien els musulmans manats per Shams al-Dawla. Va intentar prendre la ciutat a partir de la ciutadella sense èxit i va haver d'assetjar la ciutat. Van esclatar dissensions, ja que els emirs sirians sospitaven que Kerbogha volia aprofitar el moment per implantar-se a Síria. Ridwan, que ja ni s'havia unit a l'exèrcit al contrari que el seu germà però rival Dudak, va atiar les rivalitats al si de l'exèrcit. Però els croats estaven amb moral baixa i situació crítica, ja que amb els dos dies que havien tingut entre la conquesta i l'arriba de Kerbogha no havien pogut restaurar les reserves de queviures; es van produir algunes desercions notables com la d'Esteve II de Blois, que a més va convèncer a l'emperador Aleix I Comnè que tot estava perdut i el va dissuadir de seguir el camí cap a Antioquia.
Quan la derrota semblava inevitable, el sacerdot Pere Bartomeu va proclamar haver trobat la Llança Sagrada a través d'una visió reveladora de Sant Andreu, i aquesta troballa va donar energies als cristians. Una proposta d'una delegació formada per Pere l'Ermità i un cristià de nom Herluí que parlava turc, d'arranjar el conflicte mitjançant un duel, fou rebutjada per Kerbogha que pensava que tenia la conquesta a l'abast. Els cristians llavors van fer una sortida amb molta audàcia, i van causar a Kerbogha una forta derrota (tot i que el seu exèrcit era superior en nombre), en part també deguda a l'arrogància de Kerbogha amb els seus subordinats que no li tenien confiança i esperaven el moment oportú per abandonar-lo, la qual cosa van fer al moment de la batalla (28 de juny). Es va haver de retirar i tornar a Mossul.

## Darrers anys
Dos anys després (1100), en la batalla entre Barkyaruq i el seu germà Muhàmmad I Tapar (maig/juny) que va acabar amb victòria del segon, Kerbogha manava l'ala esquerra de l'exèrcit de Barkyaruq. El 1101 fou enviat a l'Azerbaidjan i va sotmetre la major part d'aquesta regió però quan s'acostava a Khoy es va posar malalt i va haver de parar la campanya i tornar a Mossul. Va morir allí l'agost/setembre del 1102 deixant com a successor a Sonkordja.